# Erythrodiplax paraguayensis
Erythrodiplax paraguayensis é uma espécie de libélula da família Libellulidae, descrita originalmente por Förster em 1907. É uma espécie neotropical amplamente distribuída, caracterizada pela coloração avermelhada que os machos desenvolvem com a maturidade, contrastando com a coloração mais discreta de fêmeas e indivíduos imaturos.

## Descrição morfológica
Erythrodiplax paraguayensis é uma libélula de tamanho pequeno a médio, com envergadura alar que geralmente varia de 40 a 55 milímetros. Os machos adultos são notáveis pela sua coloração predominantemente vermelha ou marrom-avermelhada, especialmente no abdômen, que se torna pruinoso (com uma camada cerosa esbranquiçada) com a idade. O tórax também pode apresentar tons avermelhados ou marrons. As asas são hialinas (transparentes), podendo exibir uma coloração amarelada ou acastanhada na base, e o pterostigma (mancha na borda da asa) é geralmente escuro.
As fêmeas e os machos imaturos, por sua vez, exibem uma coloração mais discreta, variando de amarelo-acastanhado a marrom, com marcações escuras no abdômen. A distinção entre os sexos e estágios de maturidade é um aspecto importante para a identificação da espécie.

## Distribuição e habitat
Erythrodiplax paraguayensis possui uma vasta distribuição geográfica na América do Sul, sendo encontrada em países como Brasil, Paraguai, Argentina, Uruguai, Bolívia e Peru. No Brasil, a espécie é amplamente registrada em diversos estados, incluindo o Maranhão, onde sua presença foi documentada em levantamentos da fauna de Odonata.
Prefere habitats aquáticos de águas paradas ou de fluxo lento, como lagoas, pântanos, brejos, represas e trechos calmos de rios. É frequentemente observada em áreas abertas e ensolaradas, com vegetação emergente ou marginal, que servem como locais de pouso e caça.

## Biologia e ecologia
Período de voo: Adultos de Erythrodiplax paraguayensis podem ser observados voando durante todo o ano em regiões tropicais, com picos de ocorrência em estações mais quentes e úmidas, dependendo da localidade. No Maranhão, sua presença é registrada em diferentes meses, indicando uma atividade contínua ao longo do ano em ambientes favoráveis.
Alimentação dos adultos: Como outras libélulas, os adultos são predadores vorazes de pequenos insetos voadores, como mosquitos, moscas e outros dípteros, que capturam em voo. Sua agilidade e visão apurada são essenciais para a caça.
Alimentação das larvas: As larvas (náiades) são aquáticas e também predadoras. Alimentam-se de uma variedade de invertebrados aquáticos, como larvas de insetos, pequenos crustáceos e até mesmo girinos ou pequenos peixes, desempenhando um papel importante na cadeia alimentar dos ecossistemas aquáticos.
Comportamento reprodutivo: Os machos são frequentemente territoriais, defendendo áreas de pouso próximas à água. O acasalamento ocorre em voo. As fêmeas depositam os ovos na superfície da água, geralmente tocando a ponta do abdômen na água repetidamente, liberando os ovos individualmente ou em pequenos grupos.

## Estado de conservação
Erythrodiplax paraguayensis está classificada como "Pouco Preocupante" pela Lista Vermelha da IUCN. Esta classificação reflete sua ampla distribuição geográfica e a aparente estabilidade de suas populações, sem evidências de declínio significativo que justifiquem uma categoria de ameaça maior. A espécie é adaptável a uma variedade de habitats aquáticos, o que contribui para sua resiliência.